# Roseburg (Slesvig-Holsten)
 For alternative betydninger, se Roseburg. (Se også artikler, som begynder med Roseburg)
Roseburg er en kommune i det nordlige Tyskland, beliggende i Amt Büchen under Kreis Herzogtum Lauenburg. Kreis Herzogtum Lauenburg ligger i delstaten Slesvig-Holsten.

## Geografi
Kommunen ligger ved Elbe-Lübeck-Kanal ca. 17 km nord for Lauenburg og omkring 38 km øst for Hamborg. Byen har station på jernbanen mellem Lübeck og Lüneburg, og i den nordlige del af kommunen går den øst-vest gående motorvej A 24 mellem Hamborg og Berlin.